# Polini
Polini is een merk van kleine (kinder)motorfietsen.
Italiaans merk dat kort na de Tweede Wereldoorlog werd opgericht door Battista Polini die fietsen ging produceren. Zijn zonen Carlo, Franco en Piero gingen lichte motorfietsen maken. Dit zijn vooral lichte crossmotoren, minibikes en kleine supermotards. Polini produceert ook scooteronderdelen.